# Notiophilus novemstriatus
Notiophilus novemstriatus – gatunek chrząszcza z rodziny biegaczowatych i podrodziny leszowych.

## Taksonomia
Gatunek ten opisany został po raz pierwszy w 1847 przez Johna L. LeConte na łamach „Annals of the Lyceum of Natural History of New York”.

## Morfologia
Uchodzi za najmniejszego wyszczerka Ameryki Północnej. Wierzch ciała ma ciemny kolor i silny, mosiężny połysk metaliczny, przy czym wierzchołek pokryw jest wyraźnie skórzasto mikrorzeźbiony, a często, zwłaszcza u populacji południowych, ma parę żółtawych, podłużnych plamek. Głowa ma na czole pięć wzdłużnych bruzd między szerszymi bocznymi rowkami. Czułki mają jasne człony od pierwszego do czwartego i ciemne człony dalsze. Głaszczki są ciemne z rozjaśnionymi nasadami. Na każdej pokrywie znajdują się dwa wierzchołkowe chetopory (punkty szczecinkowe). Drugi międzyrząd pokryw jest bardzo szeroki, a międzyrzędy zewnętrzne wąskie. Rzędy od drugiego do trzeciego zanikają przed szczytem pokryw, natomiast pierwszy jest tam jeszcze zaznaczony w formie izolowanej bruzdki. Rzędy od czwartego lub piątego do szóstego są obecne na całej lub prawie całej długości. Rząd siódmy jest silnie wgłębiony. Występują zarówno osobniki o skrzydłach tylnych w pełni wykształconych (formy długoskrzydłe), jak i osobniki nielotne o skrzydłach skróconych (formy krótkoskrzydłe), przy czym te pierwsze są rzadkie. Kolorystyka odnóży jest ciemna z jasnymi goleniami.

## Ekologia i występowanie
Owad nizinny, zasiedlający widne i rzadkie lasy liściaste, mieszane i iglaste, skraje lasów, zarośla, otwarte tereny suche oraz pobrzeża strumieni i sadzawek. Aktywne osobniki dorosłe obserwuje się od stycznia do grudnia. Jeśli zimują, to czynią to wśród mchów, pod opadłym listowiem i stertami chrustu. Pod mchami, liśćmi, martwym drewnem, kamieniami i w kępach traw chronią się również w dni pochmurne lub chłodne, preferując aktywność w pełnym słońcu, aczkolwiek formom długoskrzydłym zdarza się nocami przylatywać do sztucznych źródeł światła. Polują głównie na gruncie i w ściółce, niekiedy jednak wspinają się na pnie. Ich ofiarami padają m.in. muchówki.
Gatunek nearktyczny. W Kanadzie podawany jest z Nowej Szkocji. W Stanach Zjednoczonych znany jest z Alaski, Arkansas, Arizony, Connecticut, Florydy, Dakoty Południowej, Dystryktu Kolumbii, Georgii, Idaho, Illinois, Iowy, Karoliny Północnej, Karoliny Południowej, Kansas, Kentucky, Luizjany, Maine, Massachusetts, Marylandu, Michigan, Missisipi, Missouri, Montany, Nebraski, New Hampshire, New Jersey, Nowego Jorku, Nowego Meksyku, Ohio, Oklahomy, Pensylwanii, Tennessee, Teksasu, Wirginii, Wirginii Zachodniej i Vermontu.